# Muʿallaqāt
Le Muʿallaqāt (in arabo المعلقات‎?, al-Muʿallaqāt) costituiscono la raccolta più nota di poesie arabe, composte probabilmente nel VI secolo, cioè in epoca preislamica e riunite insieme però nell'VIII secolo.
Questa antologia sembra infatti che sia stata collezionata da Ḥammād al-Rāwiya a seguito di una richiesta del califfo interessato a una raccolta di poesie antiche per il figlio. Secondo alcune fonti arabe il califfo in questione sarebbe stato Muʿāwiya (661-680) e, secondo altre, ʿAbd al-Malik (685-705).

Quali siano stati il committente e il movente che hanno portato alla organizzazione della raccolta, è certo che nei secoli queste poesie sono divenute un modello per i poeti arabi tanto che alcune di esse fanno parte, ancor oggi, dei programmi scolastici dei Paesi arabi.
La personalità del poeta iracheno Ḥammād al-Rāwiya, accusato talvolta dalle fonti di essere poco onesto nella sua importante attività di trasmettitore di poesia, ha sollevato dubbi sull'autenticità e sull'attribuzione di tanta poesia araba preislamica, fra cui anche delle Muʿallaqāt.
Il titolo Muʿallaqāt è documentato soltanto a partire dal X secolo, mentre precedentemente si hanno notizie di antologie dal titolo diverso, per esempio “le Sette”, che - visti i contesti in cui sono citate - fanno supporre che si trattasse di questa stessa raccolta. Sempre nel secolo X cominciano ad apparire anche le spiegazioni relative al significato del titolo. Secondo la tradizione, recepita anche da Wolfgang Goethe nel suo West-östlicher Divan, il participio passivo sostantivato Muʿallaqāt, le Appese, starebbe a ricordare che queste poesie erano scritte, per la loro bellezza, su stoffa e appese alla Mecca nella Kaʿba. Infine, basandosi sull'uso frequente nei titoli di opere arabe di termini indicanti gioielli, alcuni orientalisti, fra cui Charles Lyall e Theodor Nöldeke, hanno supposto che il titolo indicasse ciondoli preziosi, pendentif appunto.
Come abbiamo visto si ha notizia di un'antologia composta da sette qaside, come sembra fosse quella di Hammād e come è la maggior parte delle edizioni delle Muʿallaqāt. Così le qaside che appaiono in tutte le recensioni sono quelle attribuite a Imru l-Qays, Zuhayr e Labīd a cui sono aggiunte, nella maggior parte dei casi, quelle di ‘Antara, Tarafa, ʿAmr b. Kulthūm e al-Ḥārith b. Hilliza; infatti, per esempio al-Mufaddal (m. 790 ca.) sostituisce la qasīda di ʿAntara e quella di al-Ḥārith con una di al-Nābigha e una di al-Aʿshā, così come, in altre edizioni, l'antologia comprende dieci nomi, aggiungendo ai primi sette anche al-Nābigha al-Dhubyānī, al-Aʿshā e ʿAbīd b. al-Abras.
Tutti questi poeti sarebbero vissuti nel secolo antecedente l'Islam in una società molto meno uniforme di quanto normalmente si crede e delle cui realtà umane, sociali e politiche furono i portavoce. Pertanto le sette Muʿallaqāt (di cui si può vedere la traduzione italiana e i testi arabi in Amaldi 1991 e 1999), si presentano affatto simili fra loro anche se, essendo qaside, affrontano i temi peculiari di questa antica forma poetica araba. Così pur avendo versi dedicati all'amore, alla descrizione o al vanto ognuna di esse ha proprie peculiarità tematiche e formali legate alla personalità del poeta, ma anche all'impostazione personale o tribale.
La muʿallaqa di Imru l-Qays, che secondo la tradizione sarebbe l'inventore della qasīda, è nota in modo particolare per le descrizioni naturali che il poeta vi inserisce e che si susseguono a commento del viaggio, reale e metaforico, che il poeta compie. Infatti, come la maggior parte delle qaside, il poeta parte dai resti dell'accampamento abbandonato dall'amata e affronta gli spazi aperti dell'Arabia fra animali e paesaggi naturali, accompagnato dalla sua cavalcatura e sostenuto da ricordi amorosi.
La muʿallaqa di Zuhayr è in lode di due capi della tribù dei B. Dhubyān che riuscirono a porre fine a una lunga e sanguinosa guerra fra la loro e i B. Abs. Il tema degli orrori della guerra si intreccia con quello della caducità della vita affrontata dal vecchio poeta grazie alla fede in un Dio onnipotente. La composizione termina con una serie di versi divenuti proverbiali anche se è impossibile stabilire se sono i versi di Zuhayr a essere divenuti proverbi o piuttosto se il poeta abbia fatto sue espressioni di saggezza collettiva.
La struttura della muʿallaqa di Labīd corrisponde a quella codificata della qasīda. Infatti inizia con la descrizione dell'accampamento abbandonato dalla donna amata e dalla sua tribù, per proseguire con il viaggio del poeta, accompagnato dal suo dromedario, nella cui descrizione Labīd si sofferma con paragoni e metafore. Da qui inizia l'auto-elogio, costruito intorno alla descrizione della propria vita talvolta allegra, fra vino e amori, talaltra difficile, fra scontri fisici e verbali.
Anche la muʿallaqa di ʿAntara affronta temi soggettivi, quali l'amore per la cugina ʿAbla, e il coraggio e le virtù mostrate dal poeta in tante situazioni difficili ricordando, fra l'altro, anche il suo valoroso cavallo morto in battaglia. Tutti questi temi si intrecciano, infine, con dolci e vive descrizioni naturali che fanno di questa poesia una delle più note.
La muʿallaqa di Tarafa, pur seguendo anch'essa lo schema della qasida, è famosa in modo particolare per la descrizione della cammella che occupa ben 28 versi, descrizione realistica costruita attraverso una scomposizione del corpo dell'animale i cui elementi portano a una serie di paragoni in cui la vita quotidiana si trasforma, anche grazie a un difficile lessico.
Le muʿallaqāt di ʿAmr ibn Kulthūm e di Al-Ḥārith ibn Hilliza sono strettamente connesse, in quanto i due poeti, portavoce delle rispettive tribù, perorano la causa del proprio gruppo in presenza del re dei Lakhmidi. Entrambe sono dunque due qaside tribali ricche di lodi e di velate minacce per il sovrano da ingraziarsi, di vanto del gruppo e di attacco agli avversari.